# Таминдже, Феттах
Феттах Таминдже (род. 1 февраля 1972) — турецкий предприниматель, независимый директор Совета директоров АО НК «Kazakh Tourism», президент компании Sembol Constraction, руководитель сети отелей Rixos Hotels.

## Биография
Отец Феттаха занимался торговым бизнесом на востоке Турции. Таминдже учился в лицее имени Гази в Анталье, Турция. Он окончил университет Людвига Максимилиана в Мюнхене, Германия, Анатолийский университет в Эскишехире, Турция, получил степень бакалавра по экономике в колледже Нокс, штат Иллинойс, США.
По словам турецкого журналиста Юсуфа Явуза, до 2000-х Таминдже был мелким бизнесменом, занимался торговлей коврами.
Его деятельность и инвестиции охватывают такие сферы, как туризм, управление отелями, строительство и недвижимость, СМИ и образование. В секторе основных направлений — строительство, туризм и гостиничный бизнес. Бизнес Таминдже присутствует в Турции, России, Казахстане, Украине, ОАЭ и Ливии.
С 2000 года является президентом компании Sembol Constraction, главой сети отелей Rixos Hotels. Таминдже является членом совета директоров национальной компании Kazakh Invest.
Компания Sembol занимается проектированием и строительством гостиниц класса люкс: в Турции, Казахстане, России, Хорватии, ОАЭ, Египте, Швейцарии и Грузии. В Казахстане компания участвовала в строительстве ТРЦ «Хан Шатыр», а также таких объектов как футбольный стадион «Астана Арена», «Дворец мира и согласия», павильон-сфера «Нур Алем», железнодорожный вокзал «Нұрлы Жол», Конгресс-центр, Дворец Независимости. За 2017 год компания заплатила налогов на сумму 17,27 млрд тенге, став крупнейшим налогоплательщиком среди строительных компаний в Казахстане. С 2014 по 2017 год уплаченные компанией налоги в Казахстане выросли в 9,5 раза.
Таминдже основал первый отель Rixos, престижную сеть отелей класса люкс, в Турции в 2000 году. По состоянию на 2020 год, Rixos Hotels владеет и управляет более 16 отелями класса люкс. В 2005 году Таминдже открыл отель Rixos President в Астане.
В 2008 году Таминдже был награждён медалью «10 лет Астане». В 2014 году он стал почётным гражданином Астаны.